# Журавичский сельсовет
Журавичский сельсовет (бел. Жура́віцкі сельсавет) — административная единица на территории Рогачёвского района Гомельской области Республики Беларусь. Административный центр — агрогородок Журавичи.

## История
Образован 20 августа 1924 года в составе Журавичского района Могилёвского округа БССР. Центр — деревня Журавичи. После упразднения окружной системы 26 июля 1930 года в Журавичском районе БССР. С 8 июля 1931 года в составе Кормянского района, с 12 февраля 1935 года в составе Довского района, который 5 апреля 1935 года переименован в Журавичский район. 15 июля 1935 года Журавичи получили статус местечка. С 20 февраля 1938 года в составе Гомельской области. 27 сентября 1938 года статус Журавичей понижен до деревни. 16 июля 1954 года к сельсовету присоединена территория упразднённого Хатовнянского сельсовета. 
29 июня 1957 года населённые пункты Драгунск, Михаловка, Блюев и Прилеповка – из состава Великозимницкого сельского Совета Быховского района Могилёвской области перечислены в состав Журавичского сельского Совета Рогачёвского района Гомельской области.
13 августа 1964 года в состав Звонецкого сельсовета передан посёлок Ильич. 
15 октября 1976 года упразднены посёлки Борки и Старина, 24 августа 1977 года — посёлок Михаловка.

## Состав
Журавичский сельсовет включает 13 населённых пунктов:
- Блюев — посёлок.
- Волосовичи — деревня.
- Гута — деревня.
- Драгунск — деревня.
- Журавичи — агрогородок.
- Заозерье — посёлок.
- Канава — деревня.
- Красногорка — деревня.
- Новые Журавичи — деревня.
- Пахарь — посёлок.
- Поддубье — посёлок.
- Прилеповка — посёлок.
- Хатовня — деревня.

Упразднённые населённые пункты:
- Борки — посёлок[4]
- Михаловка — посёлок[5].
- Старина — посёлок[4]